# Brett Gelman
Brett Gelman, född 6 oktober 1976 i Highland Park, Illinois, är en amerikansk skådespelare.
Gelman har bland annat medverkat i TV-serien Stranger Things. Han har även medverkat i filmerna Lyle, Lyle, Crocodile och Doggy Style.

## Filmografi (i urval)
- 2011 – 30 Minutes or Less
- 2016–2018 – Love (TV-serie)
- 2016–2019 – Fleabag (TV-serie)
- 2017–2022 – Stranger Things (TV-serie)
- 2017 – The Disaster Artist
- 2022 – Lyle, Lyle, Crocodile
- 2023 – Doggy Style
- 2023 – Boy Kills World
- 2024 – Lady in the Lake (TV-serie)